# Andy Hull
Andy Hull, all'anagrafe John Andrew Hull (7 novembre 1986), è un cantante, chitarrista e compositore statunitense per il gruppo musicale indie rock Manchester Orchestra. Ha anche due progetti paralleli, Right Away, Great Captain! e Bad Books, quest'ultimo con l'amico Kevin Devine, musicista folk. Hull è inoltre co-presidente dell'etichetta del gruppo Manchester Orchestra, Favorite Gentlemen.
Hull nacque ad Atlanta, Georgia. Sette anni dopo si trasferì con la propria famiglia e crebbe a Richmond Hill, Ontario; si trasferì nuovamente ad Atlanta all'età di 14 anni. I suoi genitori gli comprarono una chitarra e imparò a suonare da solo. Un anno dopo, scriveva e suonava canzoni con un amico bassista. Dopo il fallimento di quel primo gruppo musicale, ne avviò un altro con il tastierista di Manchester Orchestra, Chris Freeman, alla batteria.
Inizialmente Hull desiderava che Manchester Orchestra fosse un progetto da solista, con occasionali comparse dei propri amici come ospiti. "Ascoltavo molto Morrissey e The Smiths," affermò Hull, "Quindi la città di Manchester mi affascinava profondamente, come l'idea di essere il leader di un'orchestra e di invitare tutti i miei amici a suonare."
Sentendosi sempre più alienato nella sua scuola superiore cristiana, Providence Christian Academy, nella periferia di Atlanta, Hull frequentò l'ultimo anno studiando a casa. Durante quello stesso anno (2004) Hull compose e registrò il suo primo album.
Hull e il chitarrista di Manchester Orchestra, Robert McDowell, composero la colonna sonora per il film del 2016 Swiss Army Man. Hull ebbe anche un cammeo nel film.

## Filmografia parziale

### Attore
- Swiss Army Man - Un amico multiuso (Swiss Army Man), regia di Dan Kwan e Daniel Scheinert (2016)

### Colonna sonora
- Swiss Army Man - Un amico multiuso (Swiss Army Man), regia di Dan Kwan e Daniel Scheinert (2016)